# 琴台
琴台是明代的一种用来安放古琴的台桌，有多种款式。明代文震亨著《长物志》描写的琴台，高二尺八，比琴长一尺，宽度必须能安放三张琴才称得上雅观。华贵的琴台用紫檀木制造琴台架，上面安放一个锡制水池，再铺一块水晶台面；琴台上摆放古琴，水池里养金鱼。还有一种琴台用河南郑州出产的长大“郭公砖”作为台面。郭公砖是当时郑州砖匠郭公制造的空心泥砖，灰色，长五尺，阔一尺，砖面有方胜或象眼花文。郭公砖琴台最适合弹奏古秦，砖心中空形成共鸣腔，琴声清冷动听。